# 陈志英
陈志英，香港电影摄影师，著名作品有《疯狂的赛车》、《狄仁杰之通天帝国》、《北京遇上西雅图》和《风暴》等。

## 简介
从1998年至今参与摄影的电影已达40多部，是香港专业电影摄影师学会成员。凭《狄仁杰之通天帝国》、《消失的子弹》多次获得香港电影金像奖最佳摄影提名。

## 摄影作品

### 1990年代
- 1998 《幻影特工》、《青春援助交际》
- 1999 《失业皇帝》

### 2000年代
- 2000 《神偷次世代》、《爱与诚》、《东京攻略》、《周末狂热》
- 2001 《初戀嗱喳麵》、《愿望树》、《爱情白面包》
- 2002 《一碌蔗》、《恋爱行星》
- 2003 《行运超人》
- 2004 《千机变2花都大战》、《救命》、《花好月圆》、《飞鹰》
- 2005 《诅咒》、《虫不知》
- 2006 《生死有命》
- 2007 《安娜与安娜》、《绑架》、《夜明》、《宝葫芦的秘密》
- 2008 《剑蝶》、《斗茶王》、《一个好爸爸》
- 2009 《关人7事》、《疯狂的赛车》

### 2010年代
- 2010 《龙凤店》、《中国歌舞青春》、《狄仁杰之通天帝国》、《荒村公寓》
- 2011 《关云长》
- 2011 《热浪球爱战》
- 2012 《忠烈杨家将》、《消失的子弹》
- 2013 《北京遇上西雅图》、《风暴》
- 2016 《三少爺的劍》
- 2019 《小Q》